# Husajn al-Bahr
Husajn al-Bahr (arab. حصين البحر) – miejscowość w Syrii, w muhafazie Tartus. W 2004 roku liczyła 4350 mieszkańców.